# داني ميتشلي
داني ميتشلي (بالإنجليزية: Danny Mitchley)‏ (7 أكتوبر 1989 بليفربول في المملكة المتحدة - ) هو لاعب كرة قدم بريطاني في مركز الهجوم. لعب مع نادي بلاكبول ونادي ريكسهام ونادي ساوثبورت وكندل تاون ‏ ونادي مارين ‏ ونادي بارسكو وSkelmersdale United F.C. ‏ ونادي مانسفيلد تاون ونونيتون بورو ‏ ونادي ألترينتشام.

## وصلات خارجية
- داني ميتشلي على موقع قاعدة بيانات كرة القدم.إي يو (الإنجليزية)
- داني ميتشلي على موقع Soccerbase.com (لاعب) (الإنجليزية)